# Теория социального научения Альберта Бандуры
Теория социального научения — популярная теория научения в психологии, согласно которой поведение человека обусловливается постоянным взаимным влиянием поведенческих, когнитивных и средовых факторов.
Теория предложена А. Бандурой в 1969 году и позволила отойти от идей классического бихевиоризма, предложив новый взгляд на процесс научения и основные детерминанты поведения человека.

## Описание теории социального научения
От рождения человек наделен ограниченным числом рефлекторных реакций, на основе которых у него в течение жизни постепенно образуются новые формы поведения. Ведущий механизм, благодаря которому становится возможным расширение поведенческого репертуара человека — это научение. Согласно теории социального научения человек может учиться не только на собственном опыте, но и через наблюдение за поведением других людей, что является принципиальным отличием этой теории от радикального бихевиоризма. Обучение через собственный опыт осуществляется за счет положительного или отрицательного подкрепления действий, которые совершает человек — происходит отбор эффективных форм поведения. При научении через наблюдение у человека формируется представление о том, каким образом должно реализовываться новое поведение, он приобретает символическое представление о поведении модели. В дальнейшем такая информация служит для него руководством к действию. Бандура делает основной акцент на роли научения через наблюдение в приобретении навыков поведения.

### Четыре процессуальных компонента социального научения
Научение через наблюдение регулируется четырьмя взаимосвязанными процессами: вниманием, сохранением, моторно-репродуктивными процессами и мотивационными процессами.
- Процессы внимания определяют, что избирательно наблюдается и что конкретно отбирается из множества модельных влияний.
- Процессы сохранения отвечают за запоминание и сохранение наблюдаемого поведения в долговременной памяти посредством символов.
- Моторно-репродуктивные процессы обеспечивают преобразование символических представлений в соответствующие действия. На начальной фазе моделируемое поведение реакции отбираются и организуются на когнитивном уровне. Затем действие выполняется уже в реальности. Идеи из когнитивного уровня редко переходят в реализацию действии сразу. Нужны корректирующие усилия, чтобы добиться правильного выполнения действия.
- Мотивационные процессы. Человек с большей вероятностью будет воспроизводить то поведение, которое приводит к положительным результатам. Мы стараемся действовать так, чтобы получать самоудовлетворение, и отбрасываем то, что лично не одобряем. Поэтому то, к какому результату приводит поведение модели, будет влиять на мотивацию человека к её дальнейшему освоению.

### Косвенное подкрепление
Косвенное подкрепление осуществляется каждый раз, когда наблюдатель видит действие модели с их последующим результатом. Важно, чтобы наблюдатель не только видел, но и осознавал результат предшествующих действий модели. Косвенное позитивное подкрепление будет побуждать человека повторять ранее наблюдаемое поведение модели, а косвенное наказание, наоборот, снижает тенденцию вести себя подобным образом. А.Бандура отмечает, что наблюдатели действия обычно научаются быстрее, чем его исполнители. Наблюдатели могут полностью уделить свое внимание поиску правильного решения, в то время как исполнитель ищет связь между действием и результатом.

### Самоподкрепление
А.Бандура выделяет особый вид подкрепления — самоподкрепление. Изучение социальных взаимодействий показывает, что люди твердо придерживаются идеологической позиции, поэтому можно прийти к выводу о существовании персонального источника контроля за поведением. Люди устанавливают для себя стандарты поведения и реагируют на них в духе самовознаграждения и самонаказания. Данные стандарты устанавливаются либо при научении, либо при моделировании. Люди учатся оценивать свое поведение частично на основании того, как другие реагируют на него, а затем критерии этой оценки переходят во внутренний план и становятся внутренним регулятором поведения человека. После того, как формируются системы самоподкрепления, каждое действие будет иметь два вида последствий — внешние результаты и самооценочные реакции. Баланс между двумя видами оценок может быть разным, и в каких-то случаях он может приводить к конфликту, если самооценочные реакции будут сильно расходиться с внешними результатами действия. В этом случае человек может либо усилить самооценочное подкрепления действий, которые считает верными, либо пересмотреть свои внутренние критерии оценки.

### Эксперименты с куклой Бобо
В 1961 году Альберт Бандура вместе со своими коллегами провел эксперимент с куклой Бобо, целью которого было выявление влияния агрессивных моделей поведения, которые дети наблюдали у взрослых, на их последующее поведение в условиях свободы действий. В исследовании приняли участие 36 мальчиков и 36 девочек, воспитанники детского сада Стэнфордского университета, в возрасте от 37 до 69 месяцев, средний возраст по выборке — 52 месяца. Двое взрослых, мужчина и женщина, выполняли роль поведенческой модели для детей, и одна женщина контролировала ход эксперимента. Испытуемые были разделены на восемь экспериментальных групп по 6 человек в каждой и контрольную группу из 24 человек. Фактор индивидуальной склонности детей к агрессивному поведению контролировался. Половине испытуемых демонстрировалась агрессивная модель, а другой половине — подавленная и неагрессивная. Группы потом были разделены на мальчиков и девочек. Половина испытуемых наблюдала агрессивные и неагрессивные модели поведения одного с ними пола, другая половина — противоположного пола. Контрольная группа тестировалась лишь в последующей общей ситуации, никаких моделей поведения ей не предъявляли. Эксперимент делился на первую часть, в которой детям демонстрировали модели поведения, а во второй части эксперты наблюдали за их поведением в игровой комнате, когда им предоставлялась свобода действий.
В первой части эксперимента испытуемых приводили в экспериментальную комнату и предлагали заняться творческой деятельностью. В это время с ними в комнате находился взрослый, являющийся в эксперименте поведенческой моделью для испытуемых. Детям не давалось специальных указаний следить за поведением взрослого и воспроизводить в дальнейшем его действия. В экспериментальных группах, где демонстрировалась агрессивная модель, взрослый сначала 1 минуту играл с куклой Бобо, а затем до конца этой части эксперимента проявлял к ней специфические агрессивные действия (бил игрушку молотком, пинал, подбрасывал по комнате, использовал вербальные формы агрессии: «Дадим ему по носу», «Подбросим его вверх», «Ударим его» и т. д.). В экспериментальных группах, где демонстрировались подавленная и неагрессивная модель, взрослый на протяжении всего времени просто играл с куклой, не проявляя агрессии по отношению к ней. Через 10 минут испытуемого переводили в другую комнату, где уже не было модели. Там были представлены игрушки, призванные вызывать агрессивные и неагрессивные формы поведения. К неагрессивным относились чайный набор, мелки, раскраски, машинки, грузовички, пластиковые животные; к агрессивным — трехфутовая кукла Бобо, колотушка, два лука, подвешенный к потолку мячик с нарисованным лицом. Испытуемый находился в комнате 20 минут, и на протяжении этого за ними следили два наблюдателя — одному были известны условия эксперимента, другой наблюдатель не знал об условиях. Категории, в которых фиксировалось поведение детей, были даны наблюдателям заранее и включали специализированные выделенные классы поведения. Оценивались как физические, так и вербальные проявления агрессии.
Сравнение поведения испытуемых показало, что испытуемые, которым демонстрировалась агрессивная модель, показывали большее количество агрессивных реакций, нежели испытуемые, которым демонстрировались неагрессивные или подавленные модели поведения, или испытуемые из контрольных групп. Также у первых было замечено значительно больше имитирующих и неимитирующих форм агрессивных реакций. Помимо этого было отмечено, что дети чаще подражали в поведении моделям одинакового с ними пола.
Таким образом, данный эксперимент стал подтверждением теоретических положений теории социального научения А.Бандуры о возможности научения через наблюдение за поведенческой моделью.
В 1963 году Альберт Бандура провел эксперимент с куклой Бобо, в котором изучалось научение агрессивным формам поведения через просмотр фильмов. В нём приняли участие 48 мальчиков и 48 девочек, воспитанники детского сада Стэнфордского университета, в возрасте от 37 до 69 месяцев, средний возраст по выборке — 52 месяца. Испытуемые были разделены на 3 экспериментальные группы и одну контрольную группу. Первая экспериментальная группа наблюдала агрессивное поведение в реальной жизни, вторая — в фильме, третья — в мультфильме. Контрольной группе не предъявлялись модели поведения, она тестировалась только в последующей общей ситуации. Фактор индивидуальной склонности детей к агрессивному поведению контролировался.
Для первой группы испытуемых в ходе эксперимента повторялись те же условия, что и в эксперименте с куклой Бобо в 1961 году. Во второй группе испытуемых провожали в игровую комнату и давали творческое задание. В это время в углу комнаты работал телевизор, в котором на протяжении 10 минут шел фильм, в котором мужчина или женщина (те же, что и в реальной жизни у первой группы испытуемых) совершали агрессивные действия по отношению к кукле Бобо. Поведение модели в жизни и поведение модели в фильме были практически идентичными. В третьей группе аналогично второй в углу комнаты был включен телевизор, только на нём воспроизводился мультфильм на протяжении 10 минут: чёрный кот совершал агрессивные действия по отношению к кукле Бобо. Во всех трех группах агрессивные действия модели были представлены как физическими, так и вербальными проявления. Потом испытуемых провожали в другую комнату, где были представлены потенциально агрессивные и неагрессивные игрушки. На протяжении 20 минут за испытуемыми следили наблюдатели, фиксировали категории, соответствующие специализированному выделенному классу поведения.
Результаты показали, что испытуемые из 2 и 3 группы, которые смотрели фильм и мультфильм с агрессивным поведением, в 2 раза чаще демонстрировали агрессивное поведение по сравнению с детьми из контрольной группы. Испытуемые из 1 и 2 группы гораздо чаще имитировали агрессивные действия модели по сравнению с испытуемыми из 3 группы, которым показывали мультфильм.
Данные результаты позволили А.Бандуре предполагать, что телевидение может влиять на поведение человека, так как данный эксперимент показал, что социальное научение возможно через просмотр определенного поведения модели на экране. 

### Критика теории социального научения
Критиками теории социального научения отмечалось, что данная относится к социально-когнитивному направлению, но когнитивная составляющая слабо проанализирована в данной теории. Эксперименты с куклой Бобо, которые стали практическим подтверждением положений теории социального научения, включали испытуемых в возрасте от 37 до 69 месяцев, что задает определенную специфику когнитивной сферы, которая в исследовании никак не обсуждалась. Существуют данные лонгитюдного исследования, которое проводилось с 1960 по 1982 годы, которые показывают разные корреляционные связи между просмотром фильмов с агрессивным содержанием и агрессивным поведением испытуемого в возрасте 8, 19 и 30 лет. Таким образом, теория социального научения А.Бандуры не выделяет различия в процессе научения у разных возрастных групп.
В качестве критики теории социального научения также отмечалось, что она не объясняет индивидуальных различий между людьми. В одной и той же ситуации разные люди могут наблюдать одинаковые модели поведения, однако в дальнейшем поступать по-разному, и данная теория не объясняет, с чем это связано. Теория социального научения не рассматривает особенности взаимосвязей таких внутренних переменных как чувства, мысли, желания человека с его поведением, поэтому нельзя говорить о том, она является исчерпывающей моделью, учитывающей все детерминанты человеческого поведения.

### Социально-когнитивная теория
В 1986 году была опубликована книга А. Бандуры «Социальные основы мышления и поведения: социально-когнитивная теория», в которой понятие теории социального научения было расширено и преобразовано. Новая теория получила название социально-когнитивной теории. А.Бандура изменил название для того, чтобы подчеркнуть, что когнитивность играет значительную роль в поведении человека. В своей книге А.Бандура особо подчеркивает влияние поведенческих, когнитивных и средовых факторов на человеческое поведение.